# Toyota iQ
Toyota iQ är en bilmodell från Toyota av typ mikrobil som lanserades 2009. Bilen byggdes i Japan.
Bilen har plats för tre vuxna och ett barn. Detta möjliggörs trots det korta formatet genom att främre passagerarstolen kan placeras längre fram i bilen än förarsätet och på så vis ge mer benutrymme för baksätet.
Bilen är den första i världen med krockgardin i bakrutan, detta för att skydda baksätespassagerare vid påkörning bakifrån. Totalt finns 9 olika krockgardiner. Bilen fick fem stjärnor i EuroNCAPs krocktest (2009). 
Motorn är av bensinmodell och på 68 hästkrafter.
Toyota IQ såldes fram till 2015 i Europa och till 2016 i Japan.
Yttermått/Vikt
- Längd 2,98 m
- Bredd 1,68 m
- Höjd 1,5 m
- Axelavstånd 2 m
- Spårvidd fram 1,48 m
- Spårvidd bak 1,46 m
- Tjänstevikt 980-1030 kg (beroende på motor)
- Totalvikt 1215-1270 kg (beroende på motor)